# Château de Beauregard (Ain)
Pour les articles homonymes, voir Château de Beauregard.
Le château de Beauregard  est un édifice situé à Beauregard, en France.

## Localisation
Le château est situé sur le territoire de la commune de Beauregard, dans le département de l'Ain, en région Auvergne-Rhône-Alpes.

## Description
Dans le château actuel, les parties anciennes sont situées dans la moitié orientale de l'aile gauche datant probablement de la campagne de travaux de Pierre de Bourbon et Anne de Beaujeu au XVe siècle. La tour sud-est est encore munie d'éléments défensif, notamment des archères-canonnières cruciformes disposées sur plusieurs niveaux. Dans les élévations en retour au nord et à l'ouest, les baies paraissent également d'origine, avec quelques réfections de linteaux (porte piétonne basse) ou de plates-bandes, et de maçonnerie, où apparaissent des assises de briques sombres en remploi, provenant sans doute des fortifications médiévales[réf. souhaitée].

## Historique
Le château, chef-lieu de châtellenie, fondé par Gui de Chabeu vers 1290, reconstruit au XIXe siècle. En 1400, Édouard II de Beaujeu le cède avec tous ses biens à Louis II de Bourbon. En 1484 on y transporta le siège de justice de Dombes qui y resta jusqu'en 1502, époque où il fut transféré à Trévoux.
En 1699, Louis-Auguste de Bourbon, prince de Dombes, installe dans l'édifice inhabité une fabrique de glaces succursale de Saint-Gobain, qui périclite et ferme en 1735.
En 1860, Henri Bouchet, le rachète : de 1865 à 1868, Charles Martin, architecte de Bourg-en-Bresse prolonge les bâtiments anciens et les relie par un corps de portique. L'architecte François Genéty réalise la décoration intérieure,,.

## Galerie

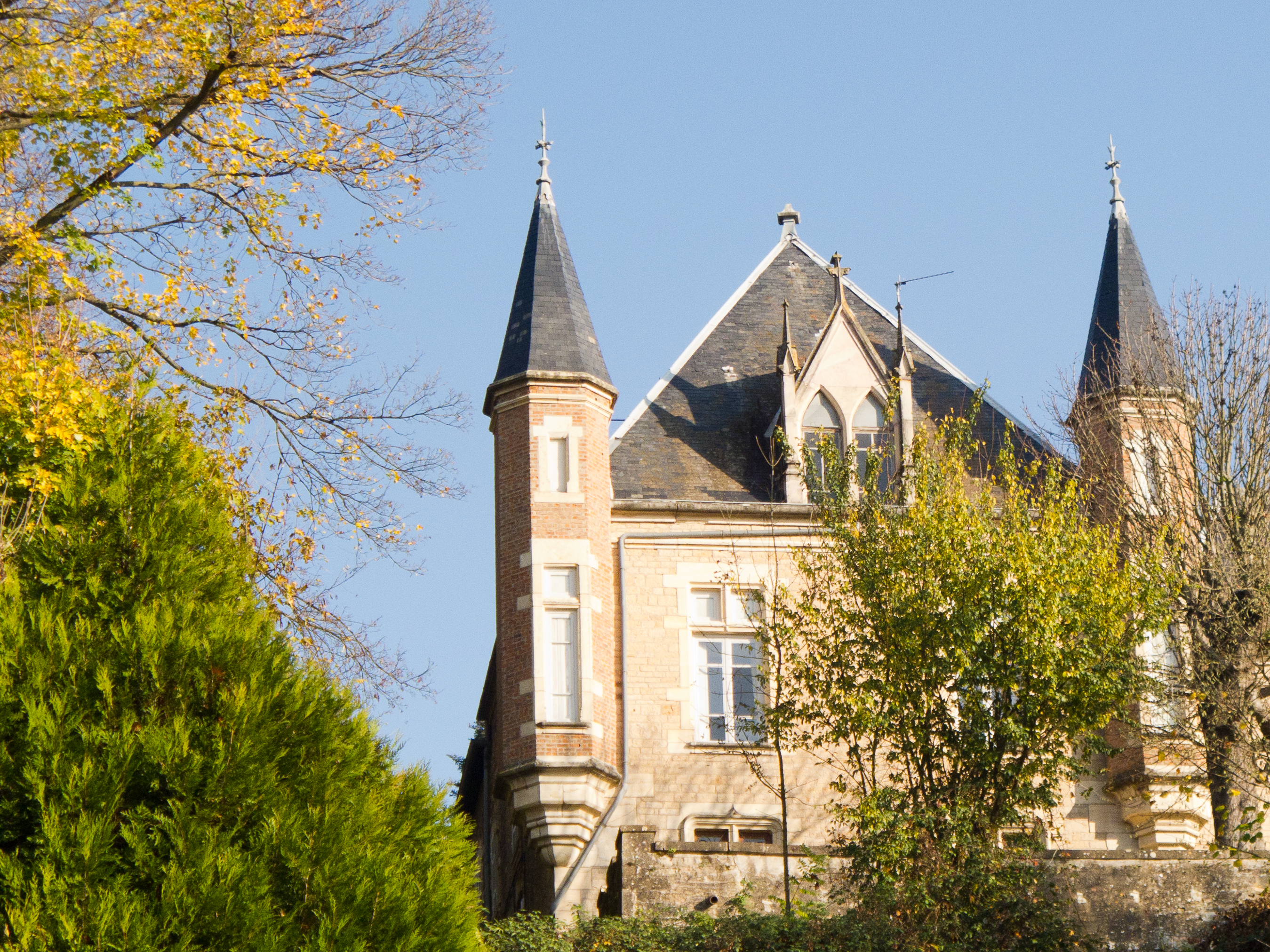
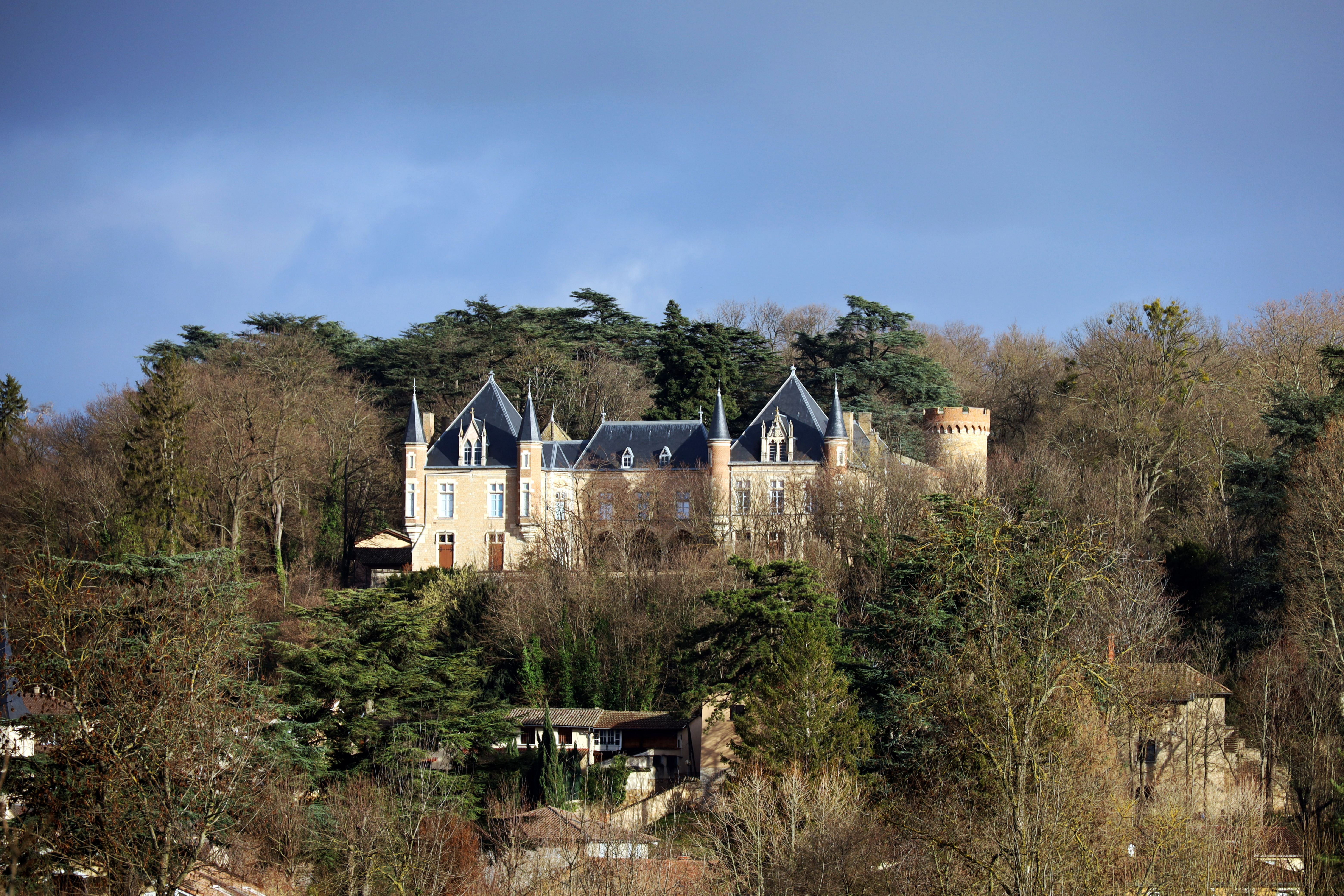
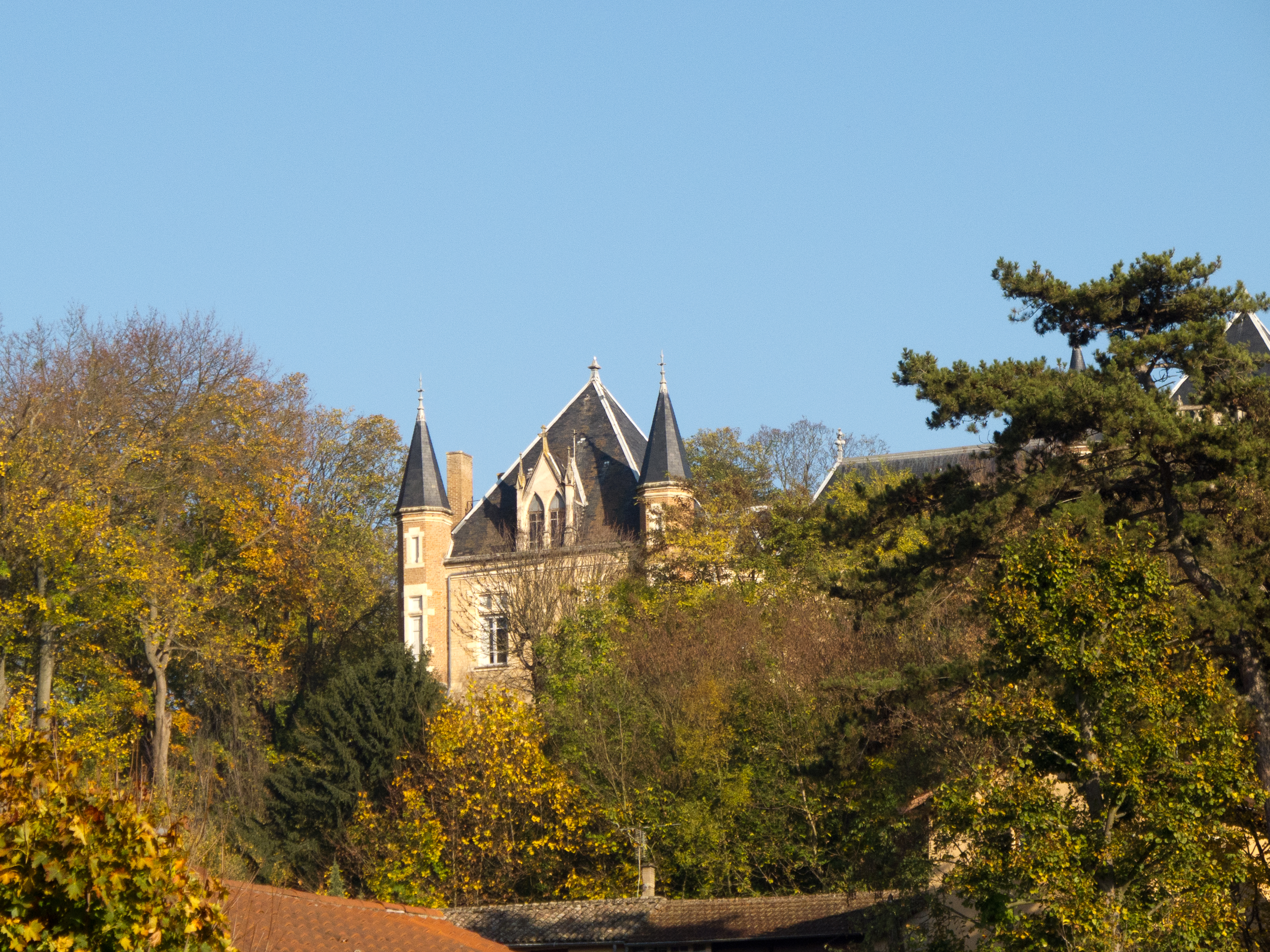